# TWENOT
De TWENOT of Tweede Nederlandse Organisatie van Tankhobbyisten is een Nederlandse vereniging van mensen met een interesse in militaire voertuigen uit de 20e en 21e eeuw. Dit uit zich vooral, maar niet uitsluitend, in modelbouw.
De TWENOT is opgericht in 1976 als opvolger van de ENOT, of Eerste Nederlandse Organisatie van Tankhobbyisten. Anno 2009 ligt het ledenaantal boven de 850, wat de TWENOT de grootste Nederlandse vereniging op dit gebied maakt. 